# Johann I. (Waldeck)

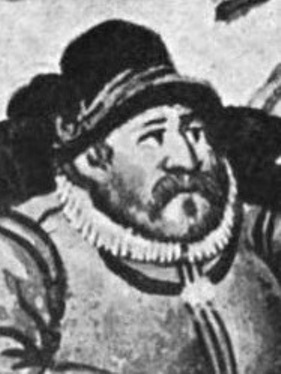
Johann I. von Waldeck-Landau

Johann I. (* 1521 oder 1522; † 9. April 1567 auf Schloss Landau) war Graf von Waldeck und Stifter der neueren Linie Landau des Hauses Waldeck. Wegen seiner Bemühungen um die Verbesserung der evangelischen Lehre im Land wurde er auch „der Fromme“ oder „Pius“ genannt.

## Leben
Er war der zweite Sohn des Grafen Philipp III. aus dessen zweiter Ehe mit Anna von Cleve. 1534 wurde er zusammen mit seinem älteren Bruder Philipp V. an der alten Universität Köln (Universitas Studii Coloniensis) immatrikuliert. Wie sein älterer Bruder Philipp V., der Kleriker wurde, studierte er ab 1537 an der Universität Marburg. Da Johann jedoch eine kirchliche Laufbahn ausschlug, kam es nach dem Tod des Vaters 1539 zur Erbteilung zwischen Wolrad II. aus der ersten Ehe des Vaters, der somit Begründer der mittleren Linie Waldeck-Eisenberg wurde, und Johann, dem Begründer der neueren Linie Waldeck-Landau.
Johann nahm auf Seiten der Protestanten am Schmalkaldischen Krieg gegen Kaiser Karl V. teil und musste sich deshalb zusammen mit anderen Angehörigen des Hauses Waldeck am 26. November 1547 in Augsburg einfinden. Dort erteilte ihnen im Namen des Kaisers Antoine Perrenot de Granvelle, Bischof von Arras, einen scharfen Verweis. Sie mussten kniefällig Abbitte leisten, und ihre Mutter hatte eine erhebliche Geldsumme als Strafe zu zahlen.
Im Jahr 1553 besuchte Johann seinen Onkel Franz von Waldeck, Bischof von Münster. Dieser schickte ihn mit anderen in die Stadt Münster, um einen Streit zwischen dem Stadtrat und den Zünften zu untersuchen und möglichst beizulegen. Nach seiner Rückkehr gewährte der Bischof der Stadt Münster die ihr nach der Täuferherrschaft entzogenen Rechte. In der entsprechenden Urkunde wurde auch Johann erwähnt.
Nach dem Augsburger Religionsfrieden von 1555 schlug Johann den übrigen Mitgliedern des Waldecker Grafenhauses eine Zusammenkunft aller Prediger zur Verbesserung des evangelischen Kirchenwesens vor. Die Grafen waren auf der Zusammenkunft durch ihre Räte vertreten. Anwesend waren auch Prediger aus Lippe, mit dem Ziel, für beide Grafschaften eine einheitliche Kirchenordnung zu erarbeiten. Auf der Synode wurde die Einsetzung von Superintendenten in jedem Landesteil und von Kirchenvisitatoren beschlossen. Nach der ersten Visitation wurde eine weitere Synode einberufen, um über die Ergebnisse zu beraten und eine Kirchenordnung vorzubereiten. Diese wurde beschlossen und 1557 in Marburg erstmals gedruckt.
Im Jahr 1561 fiel der kurkölnische Drost von Volkmarsen, Jobst Schade, in das Gebiet Johanns ein. Johann bat den Landgrafen Philipp von Hessen um Unterstützung. 
Wegen Erbstreitigkeiten lebte er mit seiner Mutter Anna in Unfrieden. Durch Vermittlung von Herzog Wilhelm von Jülich, Kleve und Berg und Landgraf Philipp kam es 1561 zu einem Vergleich. Danach wurde der Mutter das Haus und Amt Arolsen bis zu ihrem Tod überlassen. Danach sollte es an die Linie Waldeck-Landau zurückfallen. 
Im Jahr 1561 ließ Johann in Landau ein neues Tor- und ein Kanzleigebäude errichten. Nach dem Tod Bernhards VIII. zur Lippe wurde Johann einer der Vormünder von dessen Kindern. 
Nach seinem Tod wurde er in der Stadtkirche von Mengeringhausen beigesetzt. An ihn erinnern eine Eisenplatte und ein steinernes Epitaph.

## Ehe und Nachkommen
Johann heiratete 1550 Anna zur Lippe, Tochter von Simon V. zur Lippe. Aus der Ehe gingen hervor:
- Philipp VI. (1551–1579)
- Franz III. (1553–1597)
- Simon
- Anastasia (1555–1582) ⚭ Graf Friedrich von Diepholz
- Johannes (1557– )
- Margarethe (1559–1580) ⚭ Graf Günther von Waldeck-Wildungen
- Bernhard (1561–1591), Bischof von Osnabrück
- Agnes (1563–1576)